# Ateneu Popular de Ponent
L'Ateneu Popular de Ponent és una entitat cultural de Lleida fundada l'any 1979, al mateix temps que els ajuntaments democràtics, enmig d'un context de gran mobilització ciutadana a redós dels moviments veïnals de la ciutat i, sobretot, de la reivindicació de la millora del Clot de les Granotes. Al llarg de tots aquests anys, l'entitat ha esdevingut un referent de la vida cultural i cívica de la ciutat.
L'Ateneu Popular de Ponent és una entitat oberta en la qual els seus associats poden dur a terme les activitats que desitgin. A partir de la coincidència d'interessos entre diferents grups de persones es van crear les seccions de l'entitat amb el clar propòsit de fer ciutadania i de ser un referent de la vida pública de Lleida, a la vegada que oferir uns bons serveis lúdics, formatius i culturals als associats, amb la voluntat de projectar cap al conjunt de la societat lleidatana les activitats.